# Crocus oreocreticus
Crocus oreocreticus là một loài thực vật có hoa trong họ Diên vĩ. Loài này được B.L.Burtt miêu tả khoa học đầu tiên năm 1949.